# Roel van Hemert
Roel van Hemert (Hurwenen, 21 november 1984) is een Nederlands voetballer die als verdediger speelt.
Van Hemert volgde zijn opleiding bij Willem II. Nadat Van Hemert zijn eerste jaar als profvoetballer bij Willem II had gespeeld, speelde hij achtereenvolgens bij de Belgische clubs KV Turnhout, FCV Dender EH en Antwerp FC. Op 16 december 2009 werd zijn contract bij Antwerp FC in onderlinge overeenstemming verbroken. Hij tekende daarna op 21 december een contract met K. Lierse S.K. tot het einde van het seizoen, met een optie voor een bijkomend jaar. Met Lierse promoveerde hij naar eerste klasse. Aan het einde van het seizoen 2010-2011 werd zijn contract niet verlengd. Hierna tekende hij voor een jaar bij FC Hjørring in Denemarken. Hij keerde in 2012 terug in België bij KVRS Waasland - SK Beveren. In de winterstop werd hij verhuurd aan CS Visé. Daarna kwam zijn profloopbaan ten einde en kwam hij nog uit als amateur voor onder meer KV Turnhout, KMSK Deinze, Cappellen FC en provincialers KFC Lille en KVS Branst. Medio 2020 ging hij naar AS Verbroedering Geel.

## Profloopbaan
| seizoen | club                       | land       | klasse                 | wedst | goals |
| ------- | -------------------------- | ---------- | ---------------------- | ----- | ----- |
| 2006/07 | FCV Dender EH              | België     | Tweede klasse          | 16    | 2     |
| 2006/07 | Antwerp FC                 | België     | Tweede klasse          | 12    | 0     |
| 2007/08 | Antwerp FC                 | België     | Tweede klasse          | 18    | 0     |
| 2008/09 | Antwerp FC                 | België     | Tweede klasse          | 34    | 1     |
| 2009/10 | Antwerp FC                 | België     | Tweede klasse          | 8     | 0     |
| 2009/10 | K. Lierse SK               | België     | Tweede klasse          | 18    | 0     |
| 2010/11 | K. Lierse SK               | België     | Jupiler Pro League     | 19    | 0     |
| 2011/12 | FC Hjørring                | Denemarken | 1. division            | 21    | 0     |
| 2012/13 | KVRS Waasland - SK Beveren | België     | Jupiler Pro League     | 3     | 0     |
| 2012/13 | CS Visé                    | België     | Tweede klasse          | 9     | 0     |
| 2013/14 | KV Turnhout                | België     | Derde klasse           | 18    | 1     |
| 2014/15 | KMSK Deinze                | België     | Derde klasse           | 24    | 0     |
| 2015/16 | Cappellen FC               | België     | Derde klasse           | 35    | 2     |
| 2016/17 | Cappellen FC               | België     | Tweede klasse amateurs | 25    | 2     |
| Totaal  | Totaal                     | Totaal     | Totaal                 | 258   | 8     |